# Achatia latex
Achatia latex är en fjärilsart som beskrevs av Achille Guenée 1852. Achatia latex ingår i släktet Achatia och familjen nattflyn. Inga underarter finns listade i Catalogue of Life.